# Johanna Krawczyk
Johanna Krawczyk (née en 1984) est une écrivaine et scénariste française.

## Biographie

### Enfance et formation
Johanna Krawczyk naît en 1984. Elle est issue d’une lignée polonaise ayant survécu à la Shoah.
Elle a vécu à Chambéry en Savoie une dizaine d' année pendant son enfance. 
Elle fait ses études à Sciences Po, UCL et Paris 3. Elle obtient notamment un diplôme de master à Sciences Po et un doctorat en études théâtrales.

### Carrière
Johanna Krawczyk devient scénariste. Elle travaille d'abord pour différentes œuvres d’animation (courts métrages et séries télévisées). En 2019, elle co-écrit le court métrage nommé à Cannes, L'heure de l'ours. Il obtient le César 2021 du Meilleur Court Métrage Animation. La réalisatrice et coscénariste Agnès Patron décrit le processus comme « une collaboration très instinctive ». Elle est également lectrice et script-doctor pour différentes structures comme le CNC ou M6 et enseigne à la Sorbonne-Nouvelle-Paris 3 et à l’école de l’image des Gobelins. Elle devient ensuite chargée de développement aux Armateurs où elle accompagne l’avancement de longs métrages et de séries d’animation.
Parallèlement, en 2018, elle suit l’atelier « Rentrer en écriture » de Gallimard auprès de Bertrand Leclair, où elle travaille sur son premier projet de roman.
Avant elle, son premier roman, parait en 2021 aux éditions Héloïse d’Ormesson. Il est nommé pour le Prix de la Closerie des Lilas,,. Il raconte l'histoire de Carmen, dépressive, enseignante et fille de réfugiés argentins. A travers l'histoire de ses parents, elle découvre petit à petit qui elle est.
La Danse des oubliés, paru en 2024, est son deuxième roman,. Il fait partie des romans coup de cœur des lecteurs de Version Femina en décembre 2024. Il s'agit d'un court roman qui raconte le jour où la vie de Luce a basculé, lorsque le corps de sa sœur Maud a été retrouvé au fond de l’Eau rouge, la rivière locale. Celle-ci se met alors à enquêter pour retrouver le coupable,.
Son prochain livre s'intitulera "  Mon souvenir " et sortira en janvier 2025.